# Cohutta
Cohutta je město v Whitfield County, v Georgii, ve Spojených státech amerických. V roce 2011 žilo ve městě 663 obyvatel.

## Demografie
Podle sčítání lidí v roce 2000 žilo ve městě 582 obyvatel, 222 domácností a 170 rodin. V roce 2011 žilo ve městě 312 mužů (47,2%), a 351 žen (52,8%). Průměrný věk obyvatele je 41 let.